# Maserati Biturbo
Der Maserati Biturbo (werksinterne Bezeichnung: Tipo AM 331) ist ein viersitziges Coupé, das der italienische Sportwagenhersteller Maserati von 1981 bis 1988 anbot. Das von Alejandro de Tomaso konzipierte Auto wurde von einem Sechszylinder-V-Motor angetrieben, der – namensgebend – mit zwei Turboladern ausgestattet war. Den Motor gab es in unterschiedlichen Hubraumversionen, zudem waren im Laufe der Zeit für jede Version verschiedene Ausbaustufen erhältlich, aufgrund derer die Wagen als Biturbo i, Biturbo S, Biturbo E, Biturbo ES, Biturbo Si bezeichnet wurden. Eine stilistische Überarbeitung führte schließlich zum Biturbo II. Der Biturbo war die Basis einer weit gefächerten Modellfamilie, die mit unterschiedlichen Bezeichnungen als Coupés, Limousinen und Cabriolets bis 1997 im Programm blieb. Mit ihm verlor Maserati den Status eines exklusiven Oberklasseherstellers, denn mit dem vergleichsweise preiswerten Modell erreichte das Unternehmen weit größere Stückzahlen als mit den bisherigen Hochleistungssportwagen. Nach übereinstimmender Ansicht in der Literatur sicherten der Biturbo und seine Nachfolger das Überleben der Marke Maserati.

## Entstehungsgeschichte
Der Biturbo war das erste Modell, das Maserati nach der Übernahme durch Alejandro de Tomaso komplett neu entwickelte. De Tomaso wollte mit ihm Maserati im Bereich der Serienhersteller etablieren. Dafür musste das Auto deutlich günstiger sein als die bisherigen Maserati-Sportwagen. De Tomasos Konzept sah deshalb ein kompaktes, automatisiert gefertigtes Fahrzeug vor, das von einem vergleichsweise kleinen Motor angetrieben wurde. Damit reagierte Maserati auf die italienische Steuergesetzgebung, die Automobile mit einem Hubraum von 2000 cm³ und mehr mit einer Umsatzsteuer von 38 Prozent belegte, während Fahrzeuge mit geringerem Hubraum lediglich mit 19 Prozent besteuert wurden. Konzeptionell orientierte sich De Tomaso dabei am 3er-BMW.
Die Entwicklung des Biturbo begann im Herbst 1978, drei Jahre später, am 14. Dezember 1981, dem 67. Jahrestag der Gründung des Unternehmens, stellte Maserati ihn öffentlich vor. Auf der Basis des anfänglich nur mit zwei Türen lieferbaren Biturbo wurden in den folgenden Jahren die viertürige Limousinen Biturbo 425 und Biturbo 420 und der offene Biturbo Spyder entwickelt.
Maserati erreichte mit dem Biturbo ab 1982 jährlich vierstellige Stückzahlen. Allerdings litt der Ruf des Biturbo bald wegen technischer Probleme, und der Absatz pendelte sich bei etwa 2000 bis 3000 Stück pro Jahr ein. Die anfänglichen Probleme beschädigten allerdings den Ruf des Biturbo nachhaltig, sodass Maserati den Namen ab 1988 entfallen ließ. Die nachfolgenden Modelle wurden abgesehen von wenigen Ausnahmen lediglich mit Zahlencodes benannt.

## Modellbeschreibung

### Karosserie

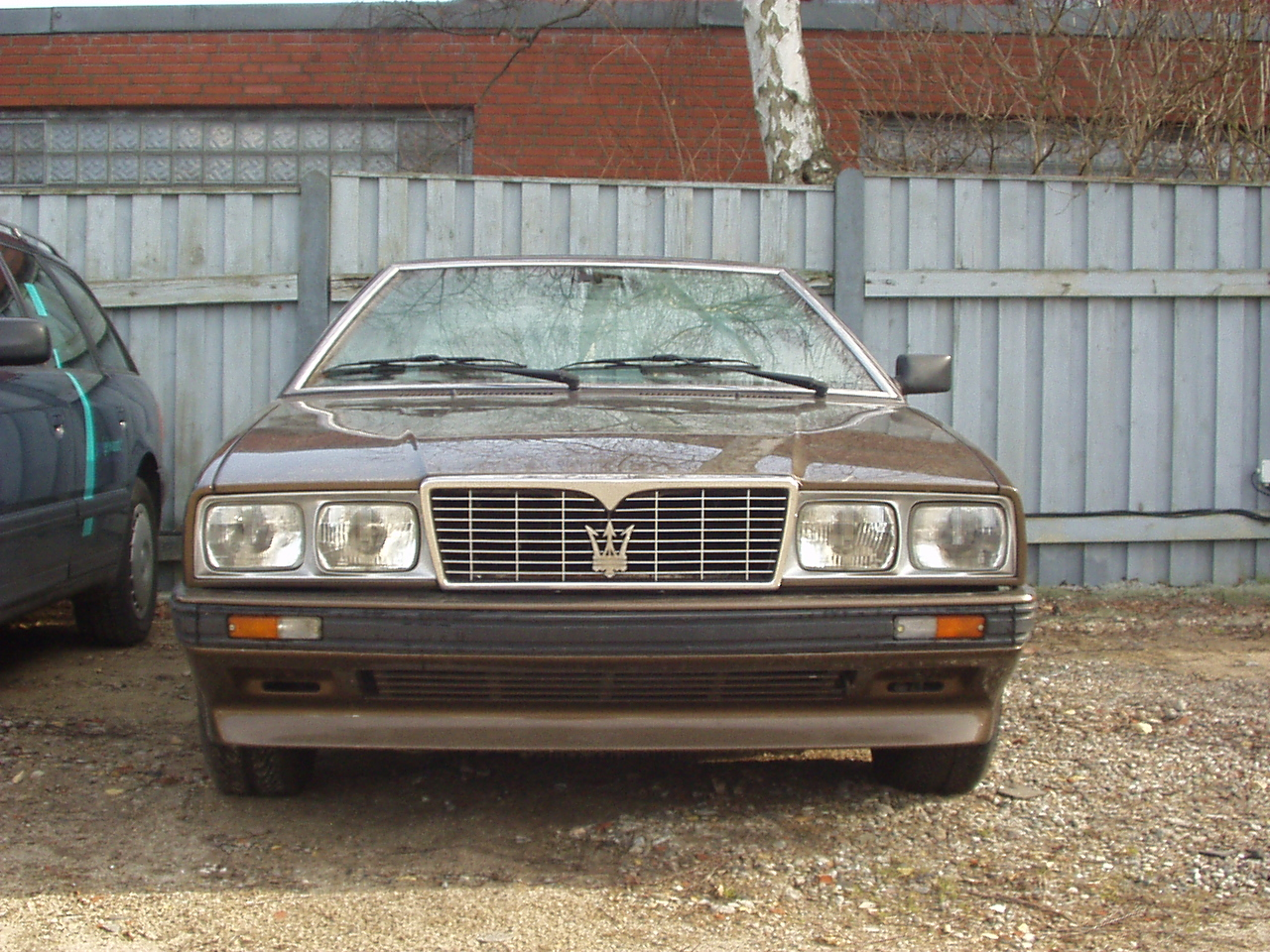
Kühlergrill mit Dreizack

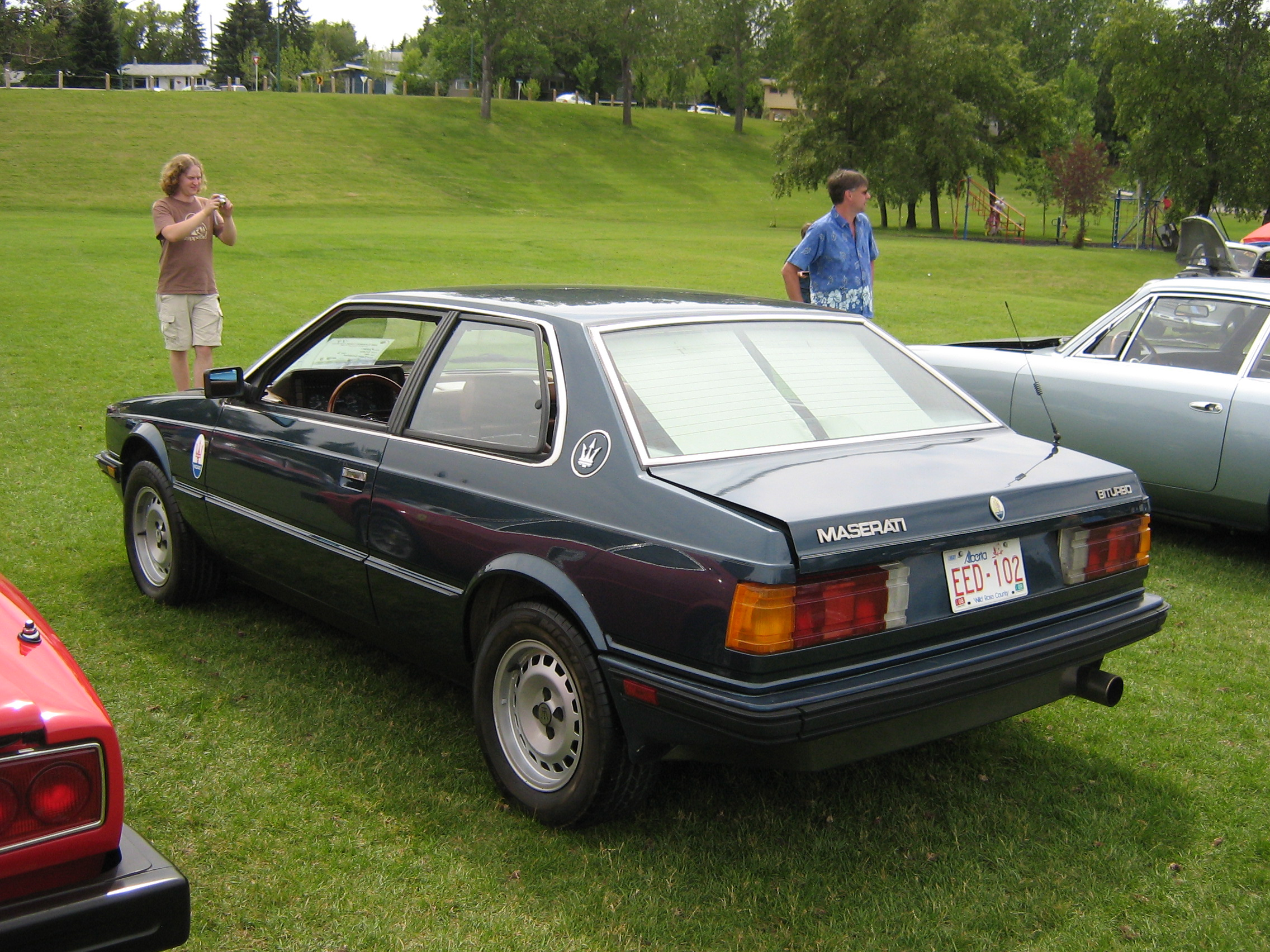
Heckpartie: Ähnlichkeit zum Maserati Quattroporte III

Der Maserati Biturbo war in seiner ursprünglichen Version ein zweitüriges, viersitziges Stufenheckcoupé. Die selbsttragende Karosserie hatte der ehemalige Pininfarina-Designer Pierangelo Andreani entworfen. Er orientierte sich in Details an dem von Giorgio Giugiaro gestalteten Konzeptfahrzeug Maserati Medici, das bereits die Form der großen Limousine Quattroporte III beeinflusst hatte. Der Biturbo wurde daher vielfach als „kleiner Quattroporte“ angesehen.

### Motor

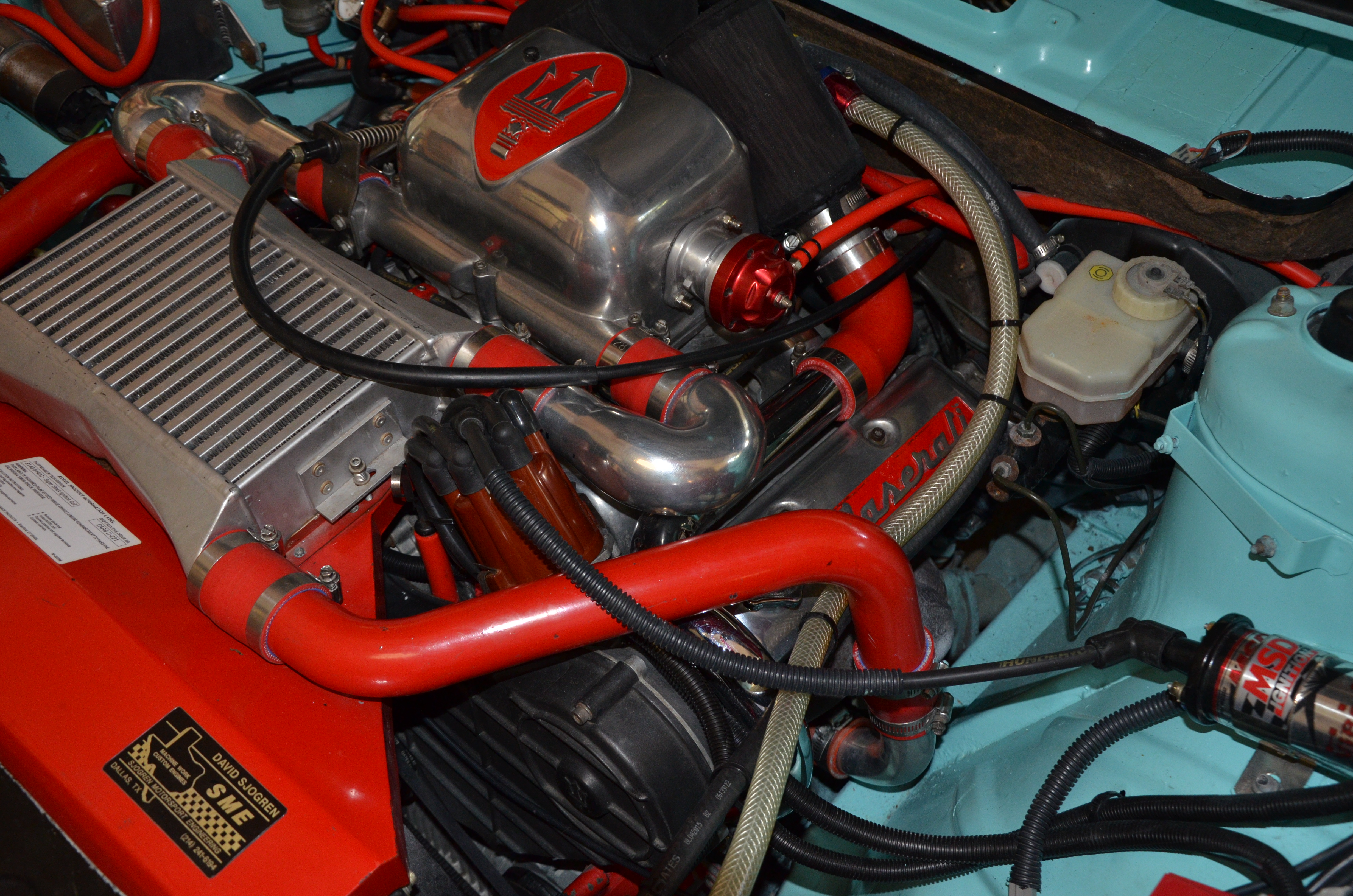
Maserati-Biturbo-Motor mit 2,5 Litern Hubraum (Tipo AM 453)

Alle Biturbo-Modelle wurden von einem Sechszylinder-V-Motor mit Aluminium-Motorblock und 90 Grad Zylinderbankwinkel angetrieben. Jeder Zylinder hatte zwei Einlassventile und ein Auslassventil. Vierventilversionen gab es in den Biturbo-Modellen nicht; sie erschienen erst ab 1988 bei den Nachfolgern 2.24 v und 222 4v, die offiziell nicht mehr den Namen Biturbo trugen. Für jede Zylinderreihe gab es eine Nockenwelle, die von einem gemeinsamen Zahnriemen angetrieben wurden. Die Zylinderlaufflächen waren mit Nikasil beschichtet, später gab es nasse Laufbuchsen. Zur Leistungssteigerung waren die Motoren mit zwei Abgasturboladern von IHI versehen. Ab 1983 wurden unterschiedliche Systeme zur Ladeluftkühlung verwendet.
Das Gemisch bereiteten bis 1985 ausschließlich Registervergaser von Weber (Typ 42 DCNVH) auf. Dieses System wurde bereits bei seiner Einführung als veraltet kritisiert. Ab 1986 war eine elektronische Saugrohreinspritzung (Weber Multipoint) lieferbar, die 1987 durch eine digitale Einspritzanlage von Magneti Marelli ersetzt wurde. Die Modelle mit Einspritzmotoren erhielten die Zusatzbezeichnung „i“ (für iniezione) als Zusatzbezeichnung.
Der Biturbo war mit zwei unterschiedlich großen Motoren erhältlich. Beide gab es mit Vergaser oder Saugrohreinspritzung:
- In der ursprünglichen Version von 1981 hatte der Motor mit Blick auf die italienische Steuergesetzgebung einen Hubraum von 1996 cm³ (Bohrung × Hub = 82 × 63 mm). Die Motorleistung betrug in der Vergaserversion 132 kW (179 PS), mit Saugrohreinspritzung 138 kW (188 PS). Autos mit diesem Motor waren dem italienischen Markt vorbehalten.

- Ab 1983 war außerdem eine auf 2490,9 cm³ vergrößerte Version erhältlich. Der Anstieg des Hubraums wurde durch eine auf 91,6 mm vergrößerte Bohrung erreicht. Die Motorleistung betrug in der Vergaserversion 136 kW (185 PS). Sie fielen bei 5500 Umdrehungen pro Minute an (statt bei 6000 im Fall des kleineren Motors), das maximale Drehmoment stieg von 255 auf 299 Nm.[8] Fahrzeuge mit diesen Motoren waren vornehmlich für Exportmärkte bestimmt. Der Export-Motor wurde 1987 durch eine 2,8 Liter große Variante ersetzt, die ausschließlich mit Saugrohreinspritzung lieferbar war; das damit ausgestattete Auto hieß allerdings nicht mehr Biturbo, sondern 222E.

### Kraftübertragung
Serienmäßig waren alle Biturbo-Modelle mit einem handgeschalteten Fünfganggetriebe von ZF ausgestattet. Wahlweise war ein automatisches Dreiganggetriebe erhältlich. Angetrieben wurden die Hinterräder.

### Fahrwerk
Die Räder waren einzeln aufgehängt. Vorn und hinten wurden Schraubenfedern und hydraulische Teleskopstoßdämpfer verwendet, vorne als MacPherson-Federbeine und hinten zusammen mit Schräglenkern. An beiden Achsen gab es Stabilisatoren. Verzögert wurde mit servounterstützten Scheibenbremsen von ATE. Zeitgenössische Testberichte kritisierten das Fahrwerk als überfordert; es sei der Motorleistung nicht angemessen. Frühzeitig setze Übersteuern ein, zudem wurden „kräftige Lastwechselreaktionen“ bemängelt.

### Biturbo II
1985 überarbeitete Maserati den Innenraum, erneuerte die Farbpalette, ersetzte die Aluminiumräder durch eine neue Ausführung und löste das eckige Armaturenbrett durch ein oval geformtes ab. Außerdem gab es ein Sensitork-Selbstsperrdifferenzial, das bis zu 90 % der Motorkraft an ein einzelnes Hinterrad leitete. Die überarbeitete Version erhielt die Bezeichnung Biturbo II. Der Zusatz „II“ war jedoch nicht Teil der Typenbezeichnung am Kofferraumdeckel und fiel mit der Einführung der Einspritzversionen wieder weg.

### S-Versionen
Im Dezember 1983 erschien eine S-Version des Biturbo. Sie hatte einen stärkeren Motor mit Ladeluftkühler und höherer Verdichtung (7,8:1 statt 7,4:1). Maserati bot sowohl den 2,0-Liter- als auch den 2,5-Liter-Motor als S-Variante an. In beiden Fällen erhöhte sich die Motorleistung auf 205 PS. Ab 1986 gab es auch die Einspritzmotoren als S-Versionen. Ihre Leistung belief sich beim 2,0-Liter-Motor auf 162 kW (220 PS), beim 2,5-Liter-Motor nur auf 138 kW (188 PS).
Die ES-Version des Biturbo war ab 1984 wahlweise mit einem Abgaskatalysator ausgerüstet. Diese vor allem in die Schweiz und in die USA exportierten Fahrzeuge hatten eine Motorleistung von 143 kW (194 PS).

## Produktion
In Maseratis Stammwerk in Modena entstanden lediglich die Motoren des Biturbo. Die Karosserie hingegen wurde bei Innocenti in Lambrate bei Mailand hergestellt. Dort wurden auch die Motoren eingebaut und die Autos komplettiert. De Tomaso hatte bei Innocenti eine neue automatisierte Fertigungsstraße errichten lassen; die Investitionen hierfür beliefen sich auf 50 Milliarden Lire. Das Werk war auf eine Fertigung von 30 Fahrzeugen pro Tag ausgelegt, was einer Jahresproduktion von etwa 7000 Autos entsprach, und hatte Kapazitäten für eine Verdopplung der Produktion. Tatsächlich wurde die Zahl von 30 Fahrzeugen pro Tag nie erreicht.
Die Produktion lief schleppend an. Bei der Vorstellung des Biturbo im Dezember 1981 wurden nur Vorserienmodelle gezeigt; die Auslieferung von Serienfahrzeugen an Kunden verzögerte sich bis in den Mai 1982.

## Die einzelnen Versionen
Maserati verwendete die Modellbezeichnung Biturbo von 1981 bis 1987. Generell ist zwischen den Modellen für den italienischen Markt und den Exportfahrzeugen zu unterscheiden.

### Fahrzeuge für den italienischen Markt

#### Biturbo (1981–1984) und Biturbo II (1985–1987)

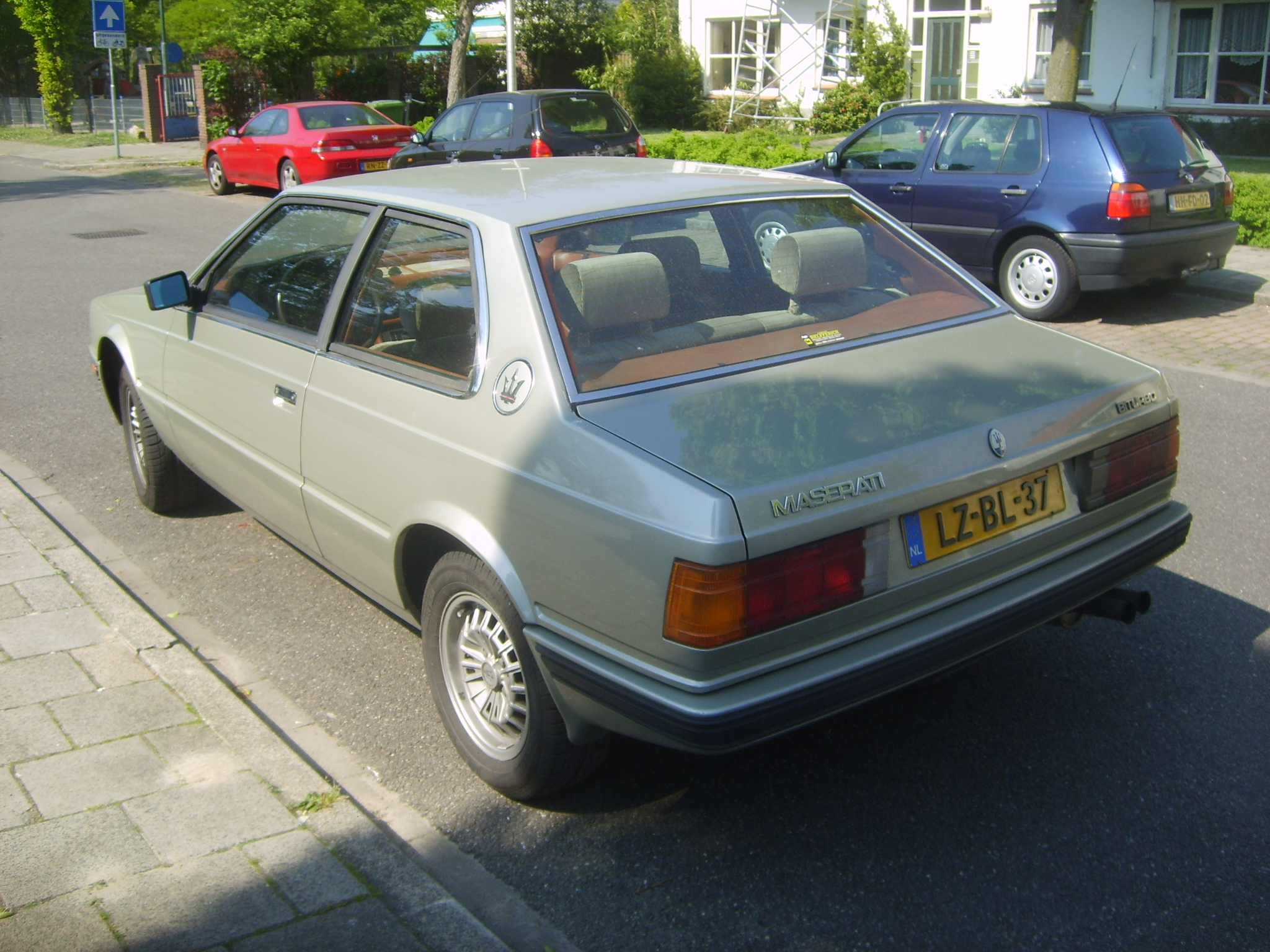
Basismodell: Ein früher Biturbo von 1983

Basismodell der gesamten Baureihe war das zweisitzige Coupé mit dem 2,0 Liter großen Sechszylinder-V-Motor und Registervergaser mit 132 kW (179 PS). Seine Höchstgeschwindigkeit betrug 215 km/h. Die Vergaserversion blieb bis 1987 im Programm; ab 1985 hieß sie Biturbo II. Ab 1986 gab es zusätzlich die teurere Einspritzversion. von 1981 bis 1987 entstanden 9206 Exemplare.

#### Biturbo i (1986–1987)
Ab 1986 ergänzte der 138 kW (188 PS) starke, mit einer Saugrohreinspritzung versehene Biturbo i den regulären, mit Vergasern ausgestatteten Biturbo II. Seine Höchstgeschwindigkeit lag bei 220 km/h. Maserati übernahm die stilistischen und technischen Änderungen, die 1985 mit dem Biturbo II eingeführt worden waren. Von der regulären Einspritzversion entstanden in den Jahren 1986 und 1987 insgesamt 683 Fahrzeuge. Ab 1988 wurde der Biturbo i durch den Maserati 222 ersetzt, der technisch und stilistisch sehr ähnlich war, allerdings den Motor des Biturbo Si erhielt.

#### Biturbo S (1983–1984) und Biturbo S II (1985–1986)

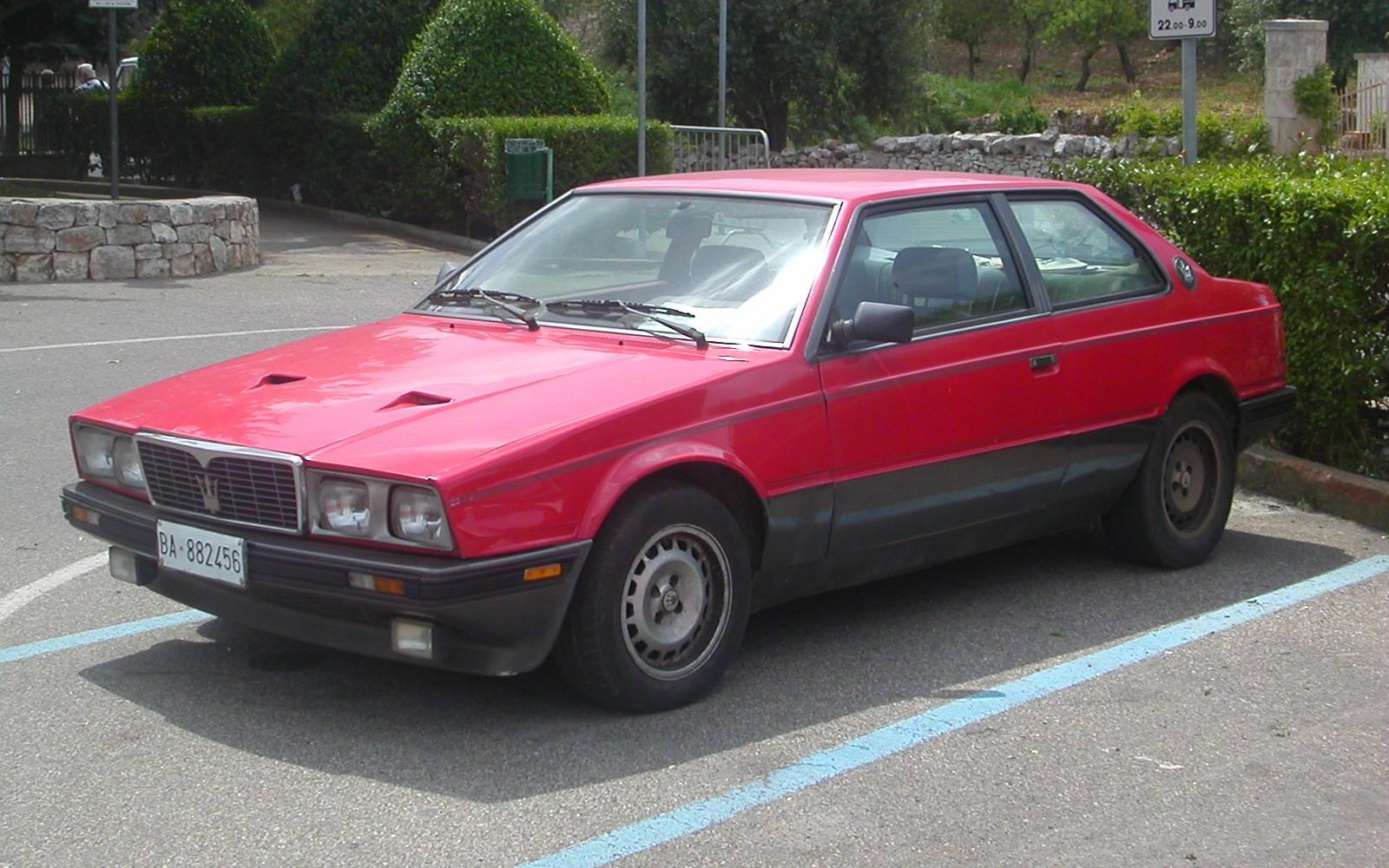
Maserati Biturbo S

Die leistungsstärkere Version des Coupés mit dem 2,0 Liter großen Sechszylinder-V-Motor und Registervergaser erschien am 14. Dezember 1983, zwei Jahre nach der Präsentation des Basismodells. Sie trug anfänglich die Bezeichnung Biturbo S, ab 1985 hieß sie – parallel zum regulären Modell – Biturbo S II. Die um 25 auf 151 kW (205 PS) erhöhte Leistung führte zu einem Anstieg der Höchstgeschwindigkeit auf 225 km/h. Zusammen mit dem stärkeren Motor erhielt die S-Version eine härtere Fahrwerksabstimmung. Äußerlich war die S-Version an zusätzlichen Lufteinlässen in der Motorhaube erkennbar. Sie waren allerdings funktionslos und dienten nur dem Aussehen. Alle S-Modelle waren werksseitig zweifarbig lackiert. Die untere Hälfte der Wagenflanken waren bei jedem Exemplar schwarz. Einige Käufer regulärer Biturbo-Modelle ließen ihr Fahrzeug nachträglich auf das Aussehen der S-Modelle umrüsten. Von 1983 bis 1986 entstanden 1038 Exemplare des Biturbo S und S II. Das Modell wurde durch den Biturbo Si abgelöst.

#### Biturbo Si (1987–1988)
Als letzte Neuentwicklung, die den Namen Biturbo trug, erschien im Frühjahr 1987 die S-Version des 2,0-Liter-Motors mit Saugrohreinspritzung. Anders als im Fall des regulären Biturbo, wurden die Vergaser- und die Einspritzversion des S-Modells nicht parallel produziert; der Biturbo Si mit Einspritzung trat vielmehr an die Stelle des Biturbo S II. Das Auto war nur in rot, grau oder schwarz erhältlich; wie beim Vorgänger waren die Flanken an der Unterseite auch hier schwarz lackiert. Der 162 kW (220 PS) starke Biturbo Si erreichte eine Höchstgeschwindigkeit von 228 km/h. Insgesamt entstanden 992 Exemplare des Biturbo Si. Die letzten von ihnen wurden 1988 in einer Sonderserie als „Biturbo Si Black“ verkauft. Der Maserati 222, der ab 1988 den Biturbo i als Basismodell ablöste, übernahm den Motor des Biturbo Si.

### Fahrzeuge für Exportmärkte

#### Biturbo E (1983–1987)

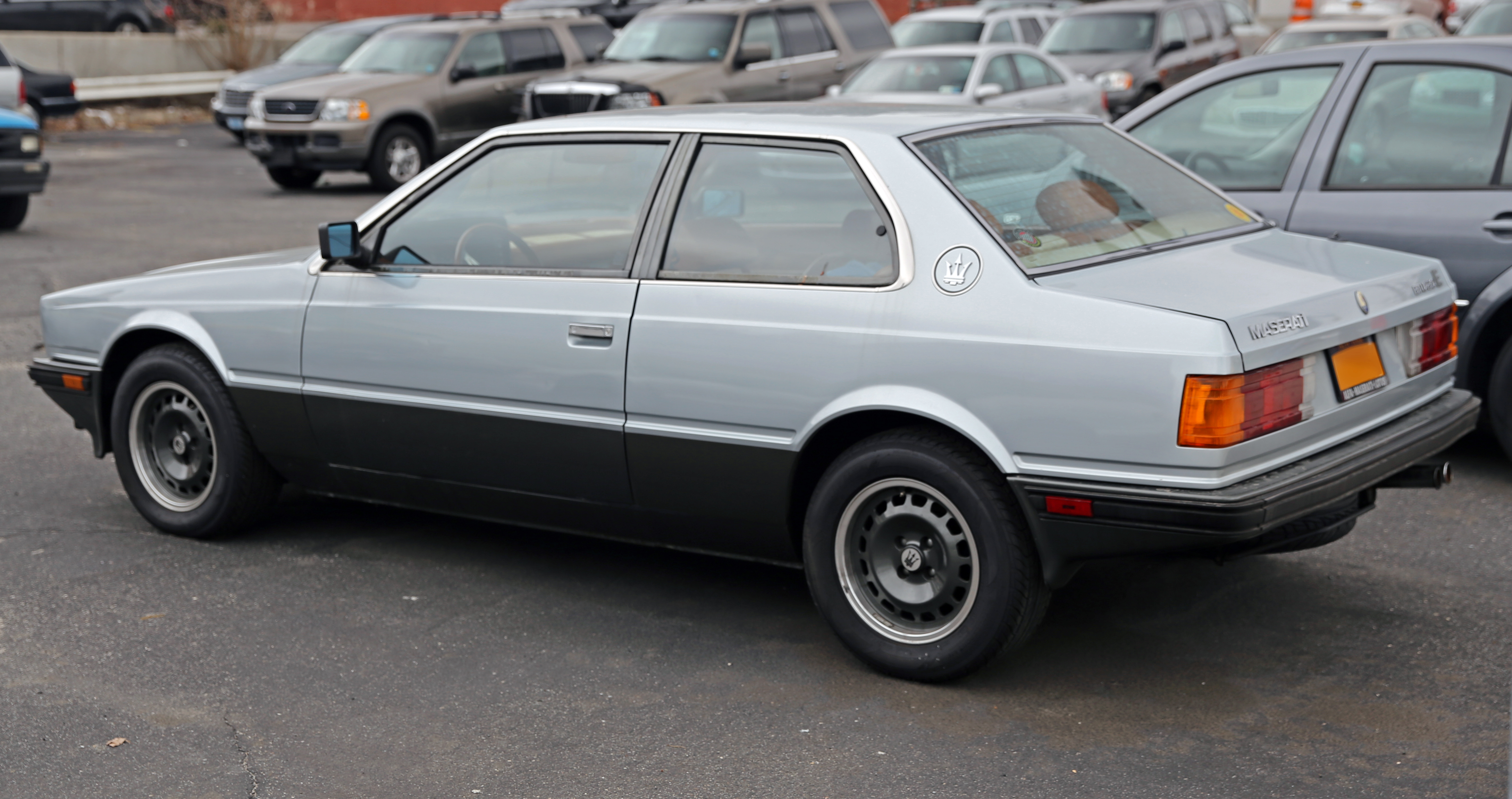
Maserati Biturbo E (US-Version von 1985)

Für die Märkte außerhalb Italiens, die keine ähnlich restriktive Umsatzsteuer auf Fahrzeuge mit größerem Hubraum erhoben, bot Maserati ab 1983 eine 2,5 Liter große Version des Sechszylindermotors an. Diese Version wurde als Biturbo E (für Export) bezeichnet. Sie hatte – wie die ersten italienischen Modelle – einen Registervergaser. Die Höchstgeschwindigkeit des 136 kW (185 PS) starken Fahrzeugs lag bei 215 km/h. Der Biturbo E erhielt die stilistischen und technischen Entwicklungen des regulären Biturbo. Er blieb bis 1987 im Programm. In dieser Zeit entstanden 4577 Fahrzeuge. Zum Modelljahr 1988 ersetzte Maserati den Biturbo E durch den 222 E mit 2,8 Liter großem Sechszylindermotor.

#### Biturbo ES (1984–1987)
1984 erschien die leistungsstärkere Version des 2,5-Liter-Sechszylinders. Das Biturbo ES genannte Fahrzeug war das Parallelmodell zum kleineren Biturbo S mit 2,0 Litern. Mit einer Leistung von 151 kW (205 PS) erreichte der ES eine Höchstgeschwindigkeit von 215 km/h. Das entsprach den Werten des kleineren Biturbo S, allerdings hielten Journalisten die Fahrbarkeit und das Ansprechverhalten des größeren Motors für besser. Wie der S, war auch der ES werksseitig zweifarbig lackiert. Von 1984 bis 1987 entstanden 1480 ES-Modelle.

#### Biturbo iE (1986–1987)
Zum Ende des Jahres erhielt auch der 2,5-Liter-Motor eine Saugrohreinspritzung. Die Leistung stieg damit um 5 auf dann 143 kW (194 PS). Das Biturbo iE oder Biturbo i 2500 genannte Auto wurde nur kurzfristig angeboten. Es wurde bereits 1988 durch den 222 E ersetzt.

#### Biturbo Si 2500 (1986–1987)
Parallel zum kleineren S-Modell, war auch der große S-Motor ab 1986 mit einer elektronischen Saugrohreinspritzung erhältlich. Das Fahrzeug trug die Bezeichnung Biturbo Si 2500 und war die Parallelversion zum Biturbo Si mit 2,5 Litern. Die Leistung wurde mit 138 kW (188 PS) angegeben. Auch von diesem Modell entstanden nur wenige Exemplare.

## Qualitätsmängel

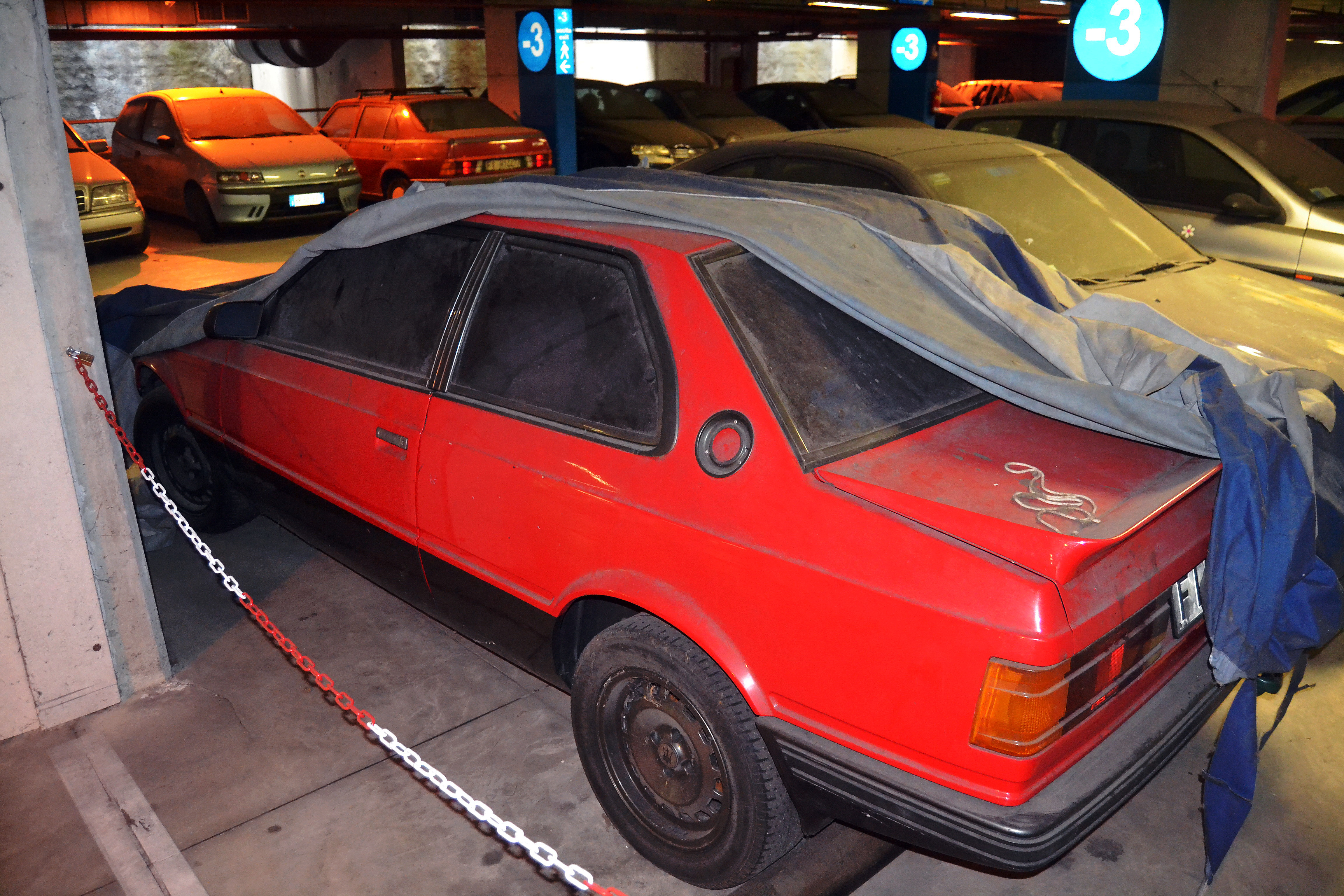
Aufgegebener Maserati Biturbo S

Insbesondere in den ersten drei Jahren litten die Biturbo-Modelle unter erheblichen Qualitätsmängeln. Hierzu gehörten eine nachlässige Verarbeitung der Karosserie, mangelnde Rostvorsorge, Defekte der Elektrik, schlechte Starteigenschaften der Vergasermodelle bei hohen Temperaturen und eine Feueranfälligkeit der auf dem US-amerikanischen Markt ausgelieferten Fahrzeuge mit Abgaskatalysator, die auf eine unzureichende thermische Isolierung des Katalysators zurückzuführen war. Die meisten Mängel hatten ihren Grund in einer fehlerhaften Produktplanung und einer unzureichenden, vor allem zu kurzen Testphase des Biturbo. Nicht alle Werkstätten waren in der Lage, mit der komplexen Technik des Biturbo umzugehen. Einige waren nicht hinreichend ausgerüstet und konnten die Mängel nicht angemessen beheben. Andererseits waren einige Defekte speziell an den US-amerikanischen Biturbo-Modellen auch darauf zurückzuführen, dass die Kunden die vorgeschriebenen Wartungsintervalle oder die Vorgaben zum Betrieb des Fahrzeugs nicht einhielten. Maserati besserte die Schwachstellen im Laufe der ersten Jahre nach, sodass die ab 1986 produzierten Einspritzvarianten als weitgehend defektfrei angesehen werden.
Im Laufe der Jahre gingen die zunehmend preiswerter werdenden gebrauchten Biturbos oft durch viele Hände, wobei die jeweiligen Nutzer die notwendigen Wartungen vielfach aus Kostengründen nicht durchführten. Viele Biturbo-Coupés und Limousinen wurden letztlich aufgegeben.
Der britische Fachjournalist Giles Chapman zählt den Biturbo zu den „schlechtesten Autos, die jemals verkauft worden sind“. Das Auto sei ein „Ersatz-BMW“, der die BMW-Qualitäten nicht ansatzweise erreiche. Kritisiert wird vor allem die nachlässige Verarbeitungsqualität.

## Technische Daten
| Maserati Biturbo                     | Maserati Biturbo                                                             | Maserati Biturbo                                                             | Maserati Biturbo                                                             | Maserati Biturbo                                                             | Maserati Biturbo                                                             | Maserati Biturbo                                                             | Maserati Biturbo                                                             | Maserati Biturbo                                                             |
| ------------------------------------ | ---------------------------------------------------------------------------- | ---------------------------------------------------------------------------- | ---------------------------------------------------------------------------- | ---------------------------------------------------------------------------- | ---------------------------------------------------------------------------- | ---------------------------------------------------------------------------- | ---------------------------------------------------------------------------- | ---------------------------------------------------------------------------- |
|                                      | 2,0 Liter                                                                    | 2,0 Liter                                                                    | 2,0 Liter                                                                    | 2,0 Liter                                                                    | 2,5 Liter                                                                    | 2,5 Liter                                                                    | 2,5 Liter                                                                    | 2,5 Liter                                                                    |
|                                      | Biturbo Biturbo II                                                           | Biturbo S Biturbo S II                                                       | Biturbo i                                                                    | Biturbo Si                                                                   | Biturbo E                                                                    | Biturbo ES                                                                   | Biturbo iE                                                                   | Biturbo Si 2500                                                              |
| Motor:                               | Sechszylinder-Ottomotor V-Anordnung (90 Grad Bankwinkel)                     | Sechszylinder-Ottomotor V-Anordnung (90 Grad Bankwinkel)                     | Sechszylinder-Ottomotor V-Anordnung (90 Grad Bankwinkel)                     | Sechszylinder-Ottomotor V-Anordnung (90 Grad Bankwinkel)                     | Sechszylinder-Ottomotor V-Anordnung (90 Grad Bankwinkel)                     | Sechszylinder-Ottomotor V-Anordnung (90 Grad Bankwinkel)                     | Sechszylinder-Ottomotor V-Anordnung (90 Grad Bankwinkel)                     | Sechszylinder-Ottomotor V-Anordnung (90 Grad Bankwinkel)                     |
| Hubraum:                             | 1996 cm³                                                                     | 1996 cm³                                                                     | 1996 cm³                                                                     | 1996 cm³                                                                     | 2491 cm³                                                                     | 2491 cm³                                                                     | 2491 cm³                                                                     | 2491 cm³                                                                     |
| Bohrung × Hub:                       | 82 × 63 mm                                                                   | 82 × 63 mm                                                                   | 82 × 63 mm                                                                   | 82 × 63 mm                                                                   | 91,6 × 63 mm                                                                 | 91,6 × 63 mm                                                                 | 91,6 × 63 mm                                                                 | 91,6 × 63 mm                                                                 |
| Leistung:                            | 180 PS                                                                       | 205 PS                                                                       | 188 PS                                                                       | 220 PS                                                                       | 185 PS                                                                       | 205 PS                                                                       | 195 PS                                                                       | 220 PS 188 PS (mit Katalysator)                                              |
| Gemischaufbereitung:                 | Registervergaser                                                             | Registervergaser                                                             | Saugrohreinspritzung                                                         | Saugrohreinspritzung                                                         | Registervergaser                                                             | Registervergaser                                                             | Saugrohreinspritzung                                                         | Saugrohreinspritzung                                                         |
| Ventile:                             | Zwei Einlassventile, ein Auslassventil pro Zylinder                          | Zwei Einlassventile, ein Auslassventil pro Zylinder                          | Zwei Einlassventile, ein Auslassventil pro Zylinder                          | Zwei Einlassventile, ein Auslassventil pro Zylinder                          | Zwei Einlassventile, ein Auslassventil pro Zylinder                          | Zwei Einlassventile, ein Auslassventil pro Zylinder                          | Zwei Einlassventile, ein Auslassventil pro Zylinder                          | Zwei Einlassventile, ein Auslassventil pro Zylinder                          |
| Ventilsteuerung:                     | Eine obenliegende Nockenwelle pro Zylinderreihe                              | Eine obenliegende Nockenwelle pro Zylinderreihe                              | Eine obenliegende Nockenwelle pro Zylinderreihe                              | Eine obenliegende Nockenwelle pro Zylinderreihe                              | Eine obenliegende Nockenwelle pro Zylinderreihe                              | Eine obenliegende Nockenwelle pro Zylinderreihe                              | Eine obenliegende Nockenwelle pro Zylinderreihe                              | Eine obenliegende Nockenwelle pro Zylinderreihe                              |
| Kühlung:                             | Wasserkühlung                                                                | Wasserkühlung                                                                | Wasserkühlung                                                                | Wasserkühlung                                                                | Wasserkühlung                                                                | Wasserkühlung                                                                | Wasserkühlung                                                                | Wasserkühlung                                                                |
| Getriebe:                            | Handgeschaltetes Fünfganggetriebe auf Wunsch: Automatisches Dreiganggetriebe | Handgeschaltetes Fünfganggetriebe auf Wunsch: Automatisches Dreiganggetriebe | Handgeschaltetes Fünfganggetriebe auf Wunsch: Automatisches Dreiganggetriebe | Handgeschaltetes Fünfganggetriebe auf Wunsch: Automatisches Dreiganggetriebe | Handgeschaltetes Fünfganggetriebe auf Wunsch: Automatisches Dreiganggetriebe | Handgeschaltetes Fünfganggetriebe auf Wunsch: Automatisches Dreiganggetriebe | Handgeschaltetes Fünfganggetriebe auf Wunsch: Automatisches Dreiganggetriebe | Handgeschaltetes Fünfganggetriebe auf Wunsch: Automatisches Dreiganggetriebe |
| Radaufhängung vorn:                  | MacPherson-Federbeine, Querlenker, Stabilisator                              | MacPherson-Federbeine, Querlenker, Stabilisator                              | MacPherson-Federbeine, Querlenker, Stabilisator                              | MacPherson-Federbeine, Querlenker, Stabilisator                              | MacPherson-Federbeine, Querlenker, Stabilisator                              | MacPherson-Federbeine, Querlenker, Stabilisator                              | MacPherson-Federbeine, Querlenker, Stabilisator                              | MacPherson-Federbeine, Querlenker, Stabilisator                              |
| Radaufhängung hinten:                | Schräglenker, Stabilisator                                                   | Schräglenker, Stabilisator                                                   | Schräglenker, Stabilisator                                                   | Schräglenker, Stabilisator                                                   | Schräglenker, Stabilisator                                                   | Schräglenker, Stabilisator                                                   | Schräglenker, Stabilisator                                                   | Schräglenker, Stabilisator                                                   |
| Bremsen:                             | vorne und hinten Scheibenbremsen, servounterstützt                           | vorne und hinten Scheibenbremsen, servounterstützt                           | vorne und hinten Scheibenbremsen, servounterstützt                           | vorne und hinten Scheibenbremsen, servounterstützt                           | vorne und hinten Scheibenbremsen, servounterstützt                           | vorne und hinten Scheibenbremsen, servounterstützt                           | vorne und hinten Scheibenbremsen, servounterstützt                           | vorne und hinten Scheibenbremsen, servounterstützt                           |
| Karosserie:                          | Stahl, selbsttragend                                                         | Stahl, selbsttragend                                                         | Stahl, selbsttragend                                                         | Stahl, selbsttragend                                                         | Stahl, selbsttragend                                                         | Stahl, selbsttragend                                                         | Stahl, selbsttragend                                                         | Stahl, selbsttragend                                                         |
| Radstand:                            | 2514 mm                                                                      | 2514 mm                                                                      | 2514 mm                                                                      | 2514 mm                                                                      | 2514 mm                                                                      | 2514 mm                                                                      | 2514 mm                                                                      | 2514 mm                                                                      |
| Abmessungen (Länge × Breite × Höhe): | 4153 × 1714 × 1305 mm                                                        | 4153 × 1714 × 1305 mm                                                        | 4153 × 1714 × 1305 mm                                                        | 4153 × 1714 × 1305 mm                                                        | 4153 × 1714 × 1305 mm                                                        | 4153 × 1714 × 1305 mm                                                        | 4153 × 1714 × 1305 mm                                                        | 4153 × 1714 × 1305 mm                                                        |
| Leergewicht:                         | 1086 kg                                                                      | 1086 kg                                                                      | 1086 kg                                                                      | 1086 kg                                                                      | 1086 kg                                                                      | 1086 kg                                                                      | 1086 kg                                                                      | 1086 kg                                                                      |
| Höchstgeschwindigkeit:               | 205 km/h                                                                     | 220 km/h                                                                     | 210 km/h                                                                     | 230 km/h                                                                     | 215 km/h                                                                     | 225 km/h                                                                     | 220 km/h                                                                     | 230 km/h                                                                     |